# Маслаченко, Владимир Никитович
Влади́мир Ники́тович Маслаче́нко (укр. Володимир Микитович Маслаченко; 5 марта 1936, Васильковка, Днепропетровская область — 28 ноября 2010, Москва) — советский футболист, вратарь. Чемпион Европы (1960). Заслуженный мастер спорта СССР (1969). Один из лучших советских вратарей конца 1950-х — первой половины 1960-х годов. После завершения футбольной карьеры стал одним из видных спортивных комментаторов СССР, а потом и России, а также ведущим футбольных телепередач. Жил и работал в Москве.

## Биография
Родился 5 марта 1936 года в селе Васильковка Днепропетровской области УССР в семье ветеринарного врача. С детства активно занимался спортом. В школе входил в состав сборных школьников Кривого Рога сразу по нескольким видам спорта: футболу, волейболу, баскетболу, лёгкой атлетике и настольному теннису. К концу учёбы предпочтение отдал футболу. Помимо футбола интересовался горными лыжами, парусным спортом, сноубордом.
В 1970 году окончил Государственный центральный институт физической культуры, годом позже — курсы французского языка при Институте иностранных языков имени Мориса Тореза.

### Футбол
В 1951 году был принят в юношескую команду «Строитель». В 1953-м перешёл в криворожский «Спартак». В 1955 году был приглашен в днепропетровский «Металлург». В 1956 году перешёл в московский «Локомотив». В 1957 году в составе «Локомотива» выиграл Кубок СССР. В 1962 году Владимир Маслаченко перешёл в московский «Спартак», за который выступал до 1969 года. С 1966 года был капитаном «Спартака».
За годы выступлений Владимир Маслаченко провёл 315 матчей в чемпионатах СССР, в том числе 196 — в составе московского «Спартака». Завоевал титул чемпиона СССР (в 1962 году), трижды был обладателем Кубка СССР (в 1957, 1963 и 1965 годах), трижды получал серебряные награды первенства СССР (1959, 1963, 1968).
В 1957 году был включён в основной состав сборной СССР, выезжал в её составе на чемпионат мира 1958 года и защищал её ворота в отборочных играх чемпионата мира 1962 года. Входил в состав сборной на чемпионате Европы 1960 года, когда советская команда стала победителем турнира, и чемпионате мира 1962 года. За сборную СССР сыграл восемь официальных и два десятка товарищеских матчей.
Является членом Клуба Льва Яшина, объединяющего вратарей, сыгравших «на ноль» более 100 официальных матчей. В 1961 году получил приз «Вратарь года».
Заслуженный мастер спорта СССР (1969).
В 1972—1973 годах работал по контракту тренером-координатором национальной сборной и футбольных клубов в Республике Чад.

### Зимние виды спорта
В 1988 году привёз в Советский Союз первый сноуборд. В 1992—1994 годах возглавлял федерацию фристайла России.

### Парусный спорт
В конце 1990-х увлёкся парусным спортом. Стал президентом яхтенного синдиката «Russian Team», планировавшего участие в кругосветной командной гонке на 24-метровых яхтах. Это была первая профессиональная российская парусная команда, которая работала исключительно на спонсорские средства. В период с 1996 по 2000 год Владимир Маслаченко был членом Президиума ВФПС.

### Телевидение

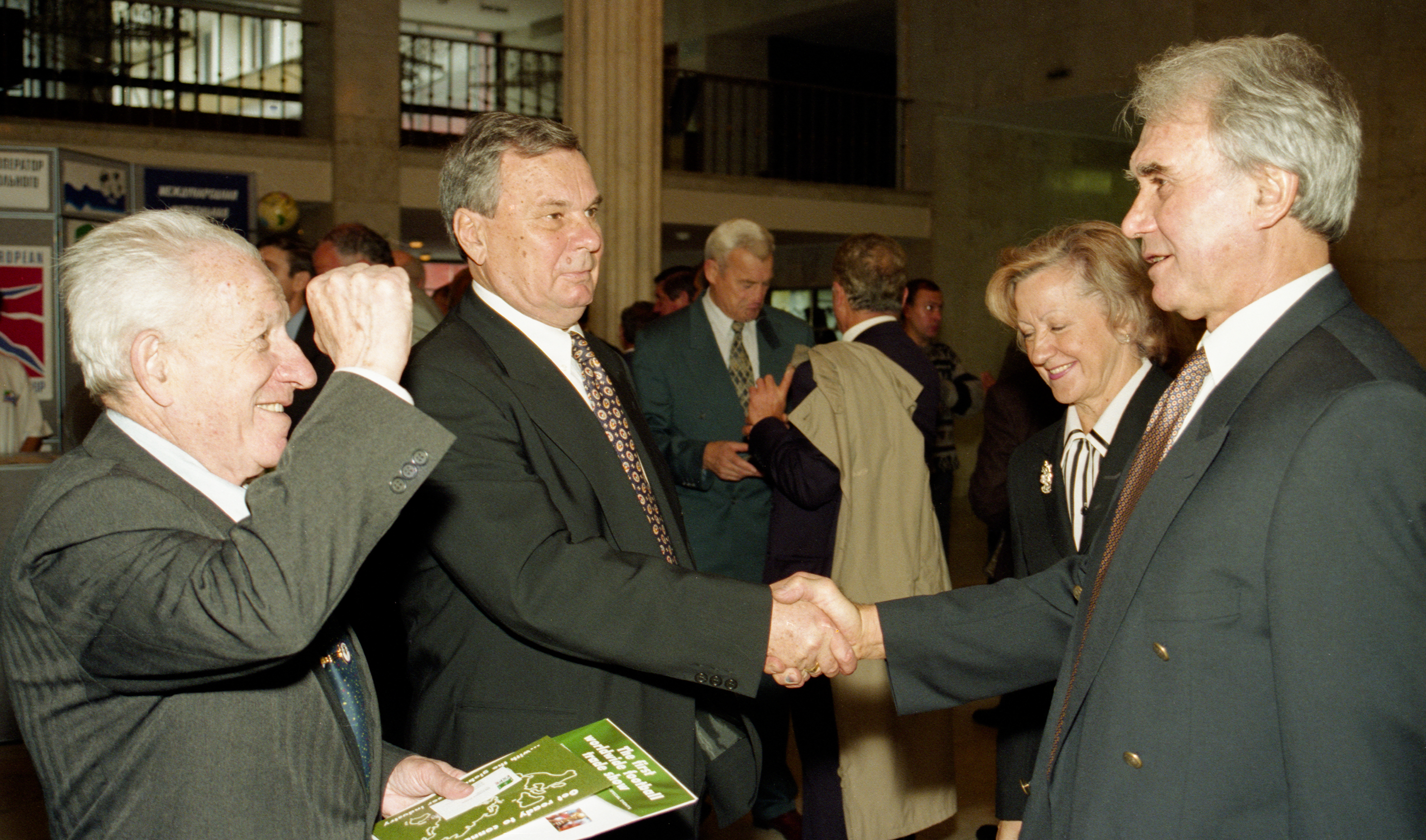
О. М. Белаковский, В. И. Иванов с супругой Л. Г. Ивановой, а также В. Н. Маслаченко на праздновании 100-летия Российского футбола, Москва, ГЦКЗ «Россия», 11.10.1997

После окончания футбольной карьеры ушёл в журналистику. В качестве комментатора Всесоюзного радио и Центрального телевидения проработал с небольшим перерывом с 1970 по 1991 год (в 1972—1973 годах Маслаченко пытался найти себя как тренер). С 1973 по 1990 год был спортивным комментатором программы «Время» на Центральном телевидении. Комментировал финал футбольного турнира Олимпиады 1988 года в Сеуле СССР — Бразилия.
Снялся в 1988 году в спецвыпуске киножурнала «Ералаш» по заказу ГАИ МВД СССР в сюжете «Наши чемпионы».
После распада СССР в 1992 году при участии руководителя 4-го канала Останкино Анатолия Малкина организовал студию «Спорт + Спорт», существовавшую до 1994 года. После закрытия 4-го канала Останкино в течение некоторого времени не появлялся на центральных каналах: сотрудничал с «Радио России», принимал участие в организации вещания русской версии канала Eurosport.
С 1996 по 2010 год был футбольным комментатором телеканалов НТВ, «НТВ-Плюс Спорт» и «НТВ-Плюс Футбол». Перешёл по приглашению тогдашнего директора спортивной редакции канала НТВ Алексея Буркова. Был ведущим программы «Футбольный клуб» с 1997 по 1999 год. В период работы на «НТВ-Плюс» комментировал по большей части матчи чемпионатов Италии и России, а также работал на большинстве ключевых футбольных трансляциях. Вёл репортажи с нескольких финалов футбольной Лиги чемпионов УЕФА, среди них знаменитый финал 1998/99 «Манчестер Юнайтед» — «Бавария» (получила известность фраза, сказанная Маслаченко во время прямой трансляции с той игры: «Пижоны лежат, а великие торжествуют!»), финал 2005 года между «Миланом» и «Ливерпулем», а также финал 2008 года, проходивший в Москве на стадионе «Лужники».
14 апреля 2001 года Маслаченко выразил поддержку журналистскому коллективу НТВ, не согласному с назначением нового руководства телекомпании, отказавшись вести репортажи с матчей Лиги чемпионов. Осенью 2001 года вернулся к комментированию футбольных матчей на НТВ вместе со всем остальным составом сотрудников «НТВ-Плюс», работавших на основном канале по договору.
Кроме НТВ и «НТВ-Плюс», комментировал на Первом канале (до 2002 года — ОРТ) и «Пятом канале» (Санкт-Петербург). Последний репортаж — матч 12-го тура Серии А «Интер» — «Милан» — провёл 14 ноября 2010 года.

Я знаю, как его на работе притесняли. Телевизионному начальству в разные годы не нравились некоторые Володины шутки в эфире. А он это дело любил. Начальники порой не понимали главного: Маслаченко — это эксклюзив. Он не такой как все, он вне серой массы, зритель ценит его за своеобразный юмор, уникальный тембр голоса, искренность. Володя умел отойти от описания игры так, что зритель этого не замечал. Он умел рассмотреть самое обычное явление с необычного ракурса.— Валерий Рейнгольд

### Семья
Жена — Ольга Леонидовна (специалист в области патентоведения); сын Валерий (окончил Московский областной институт физкультуры, тренер по теннису), две внучки (Юлия и Алиса), две правнучки (Мария и Милана) и правнук (Владимир). Одна из внучек — Юлия — ведущая на телеканале «Матч ТВ».

### Смерть

Памятник на могиле В. Маслаченко на Ваганьковском кладбище

18 ноября 2010 года Маслаченко был доставлен в больницу с острым гипертоническим кризом, позже у него был диагностирован инсульт. Скончался утром 28 ноября от сердечной недостаточности на 75-м году жизни. Все матчи 30 тура чемпионата России 2010 года начались с минуты молчания в память о Маслаченко, а игроки вышли на поле с траурными ленточками.
Похоронен 1 декабря на Ваганьковском кладбище после церемонии прощания в телецентре Останкино.

## Достижения

### Командные
- Обладатель Кубка Европы: 1960
- Чемпион СССР: 1962
- Серебряный призёр чемпионата СССР (3): 1959, 1963, 1968
- Обладатель Кубка СССР (3): 1957, 1963, 1965

### Личные
- В списке 33 лучших футболистов сезона в СССР (6): № 2 (1959, 1960, 1961, 1962), № 3 (1957, 1958)
- В 1961 году журналом «Огонёк» был признан лучшим вратарём страны[49]
- В 2000 году стал лауреатом национальной премии в области телевидения «ТЭФИ»[50]

### Награды
- Орден Дружбы (2007)[51]
- Орден «Знак Почёта» (1980)
- Медаль ордена «За заслуги перед Отечеством» II степени (1997)
- Медаль «За трудовое отличие»
- Приз РФС за пропаганду футбола (2010, посмертно[52])

## Фильмы о Маслаченко
- В 2009 году о Маслаченко был снят документальный фильм «Человек свободного стиля». Автор сценария — Е. Богатырёв. Режиссёры — В. Водынски и Е. Богатырёв[53]. В 2013 году, к трёхлетию со дня смерти Маслаченко, режиссёром Борисом Новаковским был снят документальный фильм под названием «Будьте любезны, или Перевод с футбольного»[54].

## Комментарии
1. ↑  Маслаченко настаивал на варианте Никитович, и именно так было записано его отчество в паспорте. Для справки: отчества от русских имён на -а с морфом -ович (Никитович, Саввович) противоречат литературной норме. В данном случае, отчество, соответствующее правилам грамматики русского языка, Никитич. См. «Русская грамматика. Существительные, мотивированные существительными»; § 336. Архивная копия от 27 апреля 2012 на Wayback Machine  (Дата обращения: 28 ноября 2010)